# Línea 275 (Interurbanos Madrid)
La línea 275 de la red de autobuses interurbanos de Madrid une en un recorrido circular el centro de Alcalá de Henares con Villalbilla, Anchuelo, Santorcaz, Pozo de Guadalajara y Los Santos de la Humosa.

## Características
Esta línea circular une los municipios expuestos arriba en un tiempo estimado de una hora. La línea sólo tiene un sentido, que es Alcalá - Anchuelo - Los Santos de la Humosa - Alcalá, únicamente en sentido antihorario. Esto causa que el transporte público en estos municipios sea muy limitado, tratándose de la única línea de la que disponen todos los pueblos por los que pasa salvo Villalbilla, si bien el autobús no se mete en ningún momento en su casco urbano.
Hasta el 14 de octubre de 2024, el primer servicio del día de lunes a viernes laborables era el único no circular, comenzando en Pozo de Guadalajara hacia Alcalá de Henares, y sin equivalente de vuelta.
Desde el 15 de octubre de 2024, se adelanta dicho servicio y pasa a comenzar en la localidad de Anchuelo.
Siguiendo la numeración de líneas del CRTM, las líneas que circulan por el corredor 2 son aquellas que dan servicio a los municipios situados en torno a la A-2 y comienzan con un 2. Aquellas numeradas dentro de la decena 270 corresponden a aquellas que circulan entre Alcalá de Henares y Villalbilla o la zona sur de la comarca de Alcalá.
La línea no mantiene los mismos horarios todo el año, durante el mes de agosto se reducen el número de expediciones los días laborables entre semana (sábados laborables, domingos y festivos tienen los mismos horarios todo el año), además de los días excepcionales vísperas de festivo y festivos de Navidad en los que los horarios también cambian y se reducen.
Está operada por la empresa Castromil a través de Monbus mediante la concesión administrativa VCM-204 - Alcalá de Henares - Los Santos de la Humosa (Viajeros Comunidad de Madrid) del Consorcio Regional de Transportes de Madrid.

### Sublíneas
Aquí se recogen todas las distintas sublíneas que ha tenido la línea 275, incluyendo aquellas dadas de baja. La denominación de sublíneas que utiliza el CRTM es la siguiente:
- Número de línea (275)
- Sentido de circulación (1 ida, 2 vuelta)
- Número de sublínea

Por ejemplo, la sublínea 275203 corresponde a la línea 275, sentido 2 (vuelta) y el número 03 de numeración de sublíneas creadas hasta la fecha.
Las sublíneas marcadas en negrita corresponden a sublíneas que actualmente se encuentran dadas de baja.
| Ida    | Ruta                             | Itinerario                       | Vuelta | Ruta                            | Itinerario                      |
| 275101 | -                                | Alcalá - Los Santos - Alcalá     | 275201 | No existe la ruta "-" de vuelta | No existe la ruta "-" de vuelta |
| 275102 | Nunca existió la ruta "p" de ida | Nunca existió la ruta "p" de ida | 275202 | p                               | Pozo de Guadalajara - Alcalá    |
| 275203 | No existe la ruta "a" de ida     | No existe la ruta "a" de ida     | 275203 | a                               | Anchuelo - Alcalá               |

## Material móvil
| Marca         | Modelo  | Año         | Combustible |
| ------------- | ------- | ----------- | ----------- |
| Mercedes-Benz | Intouro | 2018 y 2020 | Diésel      |

## Horarios
Los horarios que no sean cabecera son aproximados.

### 1 septiembre - 31 julio
| Lunes a viernes laborables |          |           |                     |                         |                   |
| Alcalá de Henares          | Anchuelo | Santorcaz | Pozo de Guadalajara | Los Santos de la Humosa | Alcalá de Henares |
|                            | 06:00    | 06:05     | 06:10               | 06:17                   | 06:37             |
| 06:40                      | 07:05    | 07:10     | 07:15               | 07:22                   | 07:42             |
| 09:00                      | 09:25    | 09:30     | 09:35               | 09:42                   | 10:02             |
| 10:05                      | 10:30    | 10:35     | 10:40               | 10:47                   | 11:07             |
| 11:20                      | 11:45    | 11:50     | 11:55               | 12:02                   | 12:22             |
| 13:40                      | 14:05    | 14:10     | 14:15               | 14:22                   | 14:42             |
| 15:15                      | 15:40    | 15:45     | 15:50               | 15:57                   | 16:17             |
| 16:20                      | 16:45    | 16:50     | 16:55               | 17:02                   | 17:22             |
| 18:40                      | 19:05    | 19:10     | 19:15               | 19:22                   | 19:42             |
| 20:30                      | 20:50    | 20:55     | 21:00               | 21:07                   | 21:27             |
| 21:30                      | 21:50    | 21:55     | 22:00               | 22:07                   | 22:27             |
| Sábados laborables         |          |           |                     |                         |                   |
| 09:00                      | 09:20    | 09:25     | 09:30               | 09:47                   | 10:07             |
| 10:15                      | 10:35    | 10:40     | 10:45               | 10:52                   | 11:12             |
| 13:00                      | 13:20    | 13:25     | 13:30               | 13:37                   | 13:57             |
| 14:00                      | 14:20    | 14:25     | 14:30               | 14:37                   | 14:57             |
| 15:30                      | 15:50    | 15:55     | 16:00               | 16:07                   | 16:27             |
| 17:00                      | 17:20    | 17:25     | 17:30               | 17:37                   | 17:57             |
| 19:00                      | 19:20    | 19:25     | 19:30               | 19:37                   | 19:57             |
| 21:00                      | 21:20    | 21:25     | 21:30               | 21:37                   | 21:57             |
| Domingos y festivos        |          |           |                     |                         |                   |
| 09:00                      | 09:20    | 09:25     | 09:30               | 09:47                   | 10:07             |
| 10:15                      | 10:35    | 10:40     | 10:45               | 10:52                   | 11:12             |
| 13:00                      | 13:20    | 13:25     | 13:30               | 13:37                   | 13:57             |
| 16:00                      | 16:20    | 16:25     | 16:30               | 16:37                   | 16:57             |
| 17:00                      | 17:20    | 17:25     | 17:30               | 17:37                   | 17:57             |
| 19:00                      | 19:20    | 19:25     | 19:30               | 19:37                   | 19:57             |
| 22:00                      | 22:20    | 22:25     | 22:30               | 22:37                   | 22:57             |

### 1 - 31 agosto
| Lunes a viernes laborables |          |           |                     |                         |                   |
| Alcalá de Henares          | Anchuelo | Santorcaz | Pozo de Guadalajara | Los Santos de la Humosa | Alcalá de Henares |
|                            | 06:20    | 06:25     | 06:30               | 06:37                   | 06:57             |
| 06:50                      | 07:15    | 07:20     | 07:25               | 07:32                   | 07:52             |
| 09:25                      | 09:50    | 09:55     | 10:00               | 10:07                   | 10:27             |
| 10:40                      | 11:00    | 11:05     | 11:10               | 11:17                   | 11:37             |
| 13:40                      | 14:05    | 14:10     | 14:15               | 14:22                   | 14:42             |
| 15:15                      | 15:40    | 15:45     | 15:50               | 15:57                   | 16:17             |
| 16:20                      | 16:45    | 16:50     | 16:55               | 17:02                   | 17:22             |
| 18:40                      | 19:05    | 19:10     | 19:15               | 19:22                   | 19:42             |
| 20:30                      | 20:50    | 20:55     | 21:00               | 21:07                   | 21:27             |
| 21:30                      | 21:50    | 21:55     | 22:00               | 22:07                   | 22:27             |
| Sábados laborables         |          |           |                     |                         |                   |
| 09:00                      | 09:20    | 09:25     | 09:30               | 09:47                   | 10:07             |
| 10:15                      | 10:35    | 10:40     | 10:45               | 10:52                   | 11:12             |
| 13:00                      | 13:20    | 13:25     | 13:30               | 13:37                   | 13:57             |
| 14:00                      | 14:20    | 14:25     | 14:30               | 14:37                   | 14:57             |
| 15:30                      | 15:50    | 15:55     | 16:00               | 16:07                   | 16:27             |
| 17:00                      | 17:20    | 17:25     | 17:30               | 17:37                   | 17:57             |
| 19:00                      | 19:20    | 19:25     | 19:30               | 19:37                   | 19:57             |
| 21:00                      | 21:20    | 21:25     | 21:30               | 21:37                   | 21:57             |
| Domingos y festivos        |          |           |                     |                         |                   |
| 09:00                      | 09:20    | 09:25     | 09:30               | 09:47                   | 10:07             |
| 10:15                      | 10:35    | 10:40     | 10:45               | 10:52                   | 11:12             |
| 13:00                      | 13:20    | 13:25     | 13:30               | 13:37                   | 13:57             |
| 16:00                      | 16:20    | 16:25     | 16:30               | 16:37                   | 16:57             |
| 17:00                      | 17:20    | 17:25     | 17:30               | 17:37                   | 17:57             |
| 19:00                      | 19:20    | 19:25     | 19:30               | 19:37                   | 19:57             |
| 22:00                      | 22:20    | 22:25     | 22:30               | 22:37                   | 22:57             |

## Recorrido y paradas
La línea comienza su recorrido en el cruce de la Avenida de Guadalajara con la Calle de Brihuega, al igual que lo hacen las líneas 271 y 272, en Alcalá de Henares. Coge el Paseo de Pastrana y hace paradas en la intersección con la Plaza Puerta del Vado y con la Calle del Río Ter. Coge la M-300, la M-204 y posteriormente la M-213, donde hace parada cerca del núcleo de población El Gurugú y en la Urbanización Los Gigantes, pertenecientes al municipio de Villalbilla. Una vez hechas las paradas, coge la misma carretera y llega a Anchuelo, en cuyo centro hace una sola parada. Continúa en la misma carretera hasta llegar a Santorcaz, haciendo dos paradas en su casco urbano y otra en la carretera M-213 junto a la base de la Armada española. Por la misma carretera alcanza la población arriacense de Pozo de Guadalajara, donde hace una parada, para luego tomar la M-235 hasta llegar a Los Santos de la Humosa de nuevo en la Comunidad de Madrid, donde hace tres paradas en la Avenida de Madrid y la Calle de la Soledad. Abandona el pueblo, pasando por el Soto del Henares sin parar allí, hasta llegar a la A-2 y coger la salida 35A para incorporarse a la vía de servicio y atender al Centro Comercial Quadernillos y a la Estación de Alcalá de Henares-Universidad. Sale del recinto y vuelve a la A-2 para coger la salida de la Vía Complutense, donde hace una parada junto al cruce con la Calle Chinchón. Sigue en esta avenida y vuelve a la cabecera inicial.
| Código                                     | Zona | Localidad               | Denominación                                        | Ubicación                        | Líneas de la parada              | Cercanías                     |
| ------------------------------------------ | ---- | ----------------------- | --------------------------------------------------- | -------------------------------- | -------------------------------- | ----------------------------- |
| 07026                                      |      | Alcalá de Henares       | Avenida de Guadalajara - Calle de Brihuega          | Avenida de Guadalajara Nº3       | 231 232 271 272 275 6 7 8        |                               |
| 09465                                      |      | Alcalá de Henares       | Calle Demetrio Ducas - Escuela Infantil             | Calle Demetrio Ducas S/Nº        | 271 272 275 N200 2 5             |                               |
| 07219                                      |      | Alcalá de Henares       | Paseo de Pastrana - Plaza Puerta del Vado           | Plaza Puerta del Vado Nº2        | 271 272 275 N200                 |                               |
| 12415                                      |      | Alcalá de Henares       | Paseo de Pastrana - Calle del Río Ter               | Paseo de Pastrana Nº2            | 231 232 260 271 272 275 320 N200 |                               |
| 08996                                      |      | Villalbilla             | Carretera M-204 - El Gurugú                         | Carretera M-204 S/Nº             | 271 272 275 N200                 |                               |
| 08997                                      |      | Villalbilla             | Carretera M-213 - Urbanización Los Gigantes         | M-213 km. 0,5                    | 275                              |                               |
| La expedición desde Anchuelo comienza aquí |      |                         |                                                     |                                  |                                  |                               |
| 07388                                      |      | Anchuelo                | Anchuelo - Plaza de la Constitución                 | Carretera de Pastrana Nº2        | 275                              |                               |
| 07309                                      |      | Santorcaz               | Santorcaz - Ayuntamiento                            | Plaza de la Constitución Nº7     | 275                              |                               |
| 12662                                      |      | Santorcaz               | Santorcaz - Ermita de la Soledad                    | Calle de Jesualdo Domínguez Nº36 | 275                              |                               |
| 20932                                      |      | Santorcaz               | Carretera M-213 - Armada española                   | M-213 S/Nº                       | 275                              |                               |
| 20658                                      |      | Pozo de Guadalajara     | Calle La Noria - Pozo de Guadalajara                | Calle La Noria Nº1               | 275                              |                               |
| 09164                                      |      | Los Santos de la Humosa | Calle de la Soledad - Paseo de la Visera            | Calle de la Soledad Nº17         | 275                              |                               |
| 09165                                      |      | Los Santos de la Humosa | Avenida de Madrid - Calle de Cervantes              | Calle del Horno Nº4              | 275                              |                               |
| 09166                                      |      | Los Santos de la Humosa | Avenida de Madrid - Plaza de Toros                  | Avenida de Madrid Nº60           | 275                              |                               |
| 16949                                      |      | Alcalá de Henares       | C. C. Quadernillos - Estación de Alcalá Universidad | Calle de Doña Inés de Ulloa Nº9  | 275 VAC-022VAC-243               | Alcalá de Henares Universidad |
| 11427                                      |      | Alcalá de Henares       | Puerta del Universo - Calle Chinchón                | Vía Complutense Nº115            | 275                              |                               |
| 20399                                      |      | Alcalá de Henares       | Avenida de Guadalajara - Calle de Brihuega          | Avenida de Guadalajara Nº7       | 271272275                        |                               |